# Sint-Idesbald
Sint-Idesbald is een wijk en badplaats in de gemeente Koksijde, aan de Belgische Kust, meer bepaald de Westkust. Het badplaatsje heette oorspronkelijk Zeepanne-Baden, maar werd later genoemd naar zalige Idesbald, de derde abt van de abdij van de cisterciënzers, Onze-Lieve-Vrouw Ten Duinen.
In de volksmond wordt het dorp Baaltje genoemd. Het is een kunstenaarsdorp, het "Latem-aan-zee", met enkele musea waarvan dat van de wereldberoemde surrealistische schilder Paul Delvaux het bekendste is. Nergens ter wereld kan men zoveel werken van hem vinden, waaronder enkele topwerken. Daarnaast kent het badplaatsje de laatste jaren een enorme groei op toeristisch vlak en tal van vervallen villa’s worden gerestaureerd of vervangen door witgeschilderde luxeappartementen met rode dakpannen. Daarom wordt het ook soms het "Zoute" van de Westkust genoemd. 
Het kusttoerisme hier ontstond echter al voor 1900; vanaf 1901 kon men per paardentram van station De Panne naar Adinkerke, en tussen 1910 en 1914 kon men vanuit De Panne met een andere paardentram tot een hotel te Sint Idesbald. In 1914 werd die vervangen door de NMVB-stoomtram Nieuwpoort-De Panne, wat later de huidige kusttramlijn zou worden.

## Bekende inwoners
Het was de woonplaats van de beeldhouwers George Grard, Fernand Debonnaires, de schilder Taf Wallet en nog steeds van de schilder, aquarellist en beeldhouwer Walter Vilain. Ook Herman Teirlinck en Willem Elsschot hadden er hun buitenverblijf. Elsschot schreef o.a. in "Tsjip" over zijn geliefde "Baaltje". Andere kunstenaars die hier een poosje verbleven, zijn Jose van Gucht, Julien Dillens, Jan Poot, Jan Burssens, Robert Steyaert, Constantin Meunier, Serge Creuz, Albert Dasnoy, Edgard Tytgat, Pierre Caille, Paul Haesaerts, Jef Lambeaux, Karel van de Woestijne, Maurice Renard, Maurice Roelants, René Degraeve, Jan van Looy, Henri Ottevaere en Valerius De Saedeleer. Velen onder hen hadden een opleiding genoten aan de Brusselse Academie voor Schone Kunsten of aan "La Cambre". Maar de bekendste Sint-Idesbaldenaar blijft waarschijnlijk de surrealistische meester Paul Delvaux.
Naast deze artiesten woonde ook dokter Herman Le Compte en zijn vrouw, kunstenares Begga D'Haese, tot in de jaren 70 in dit kunstenaarsdorp. Zie ook: School van Sint-Idesbald.

## Bezienswaardigheden

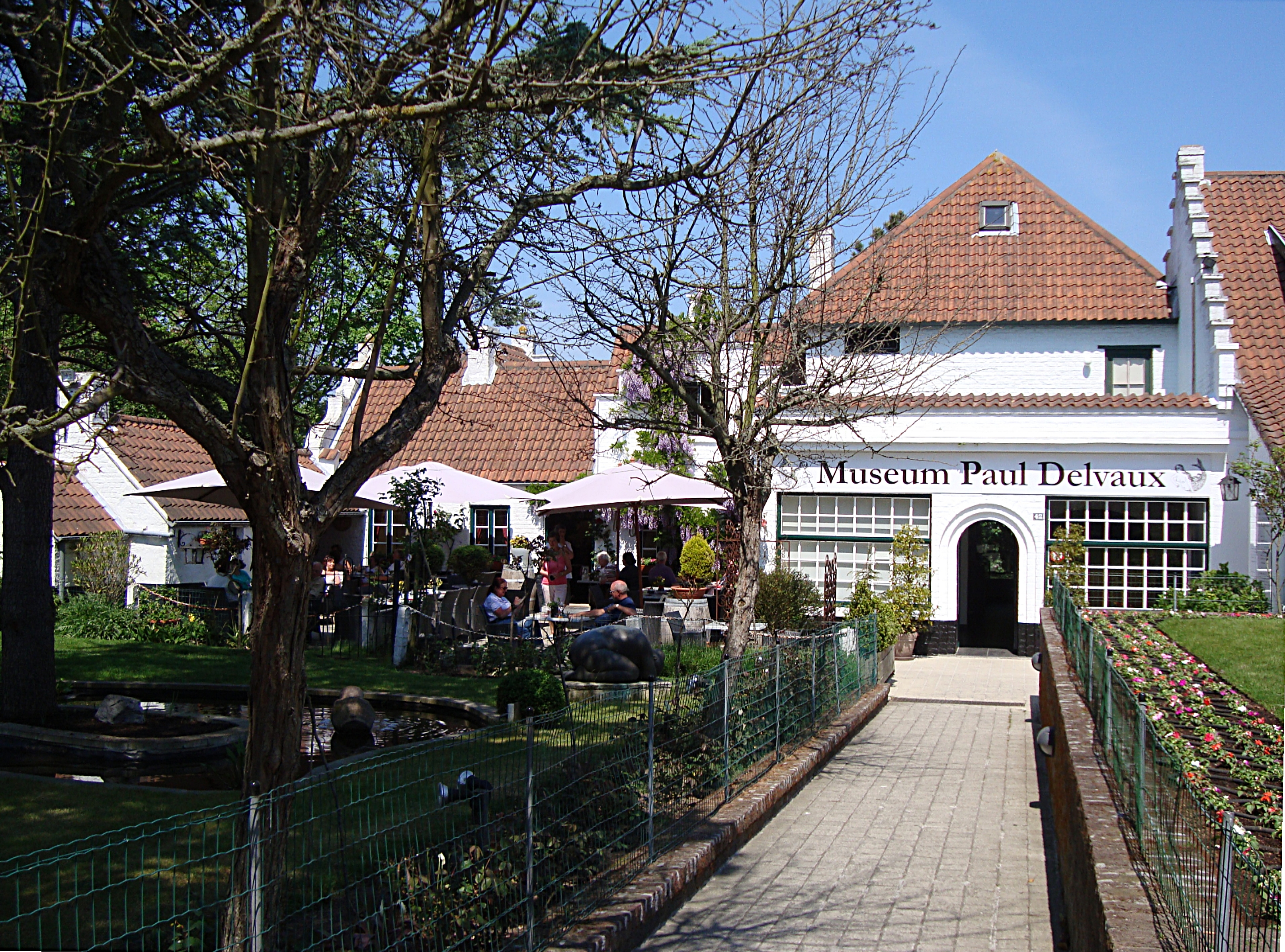
Paul Delvaux Museum

- Het Paul Delvaux Museum: museum met de grootste verzameling ter wereld van schilderijen, oliepanelen, schetsboeken en afdrukken van deze Belgische surrealistische schilder, afgewisseld met vele persoonlijke bezittingen en souvenirs. Ook het atelier van Paul Delvaux werd op ware schaal nagebouwd. Even voorbij het ingangspoortje staat ook George Grards werk "De kwartel".
- Rariteitenkabinet 't Krekelhof: museum van vroegere ambachten en rariteiten.
- Cultureel Centrum Taf Wallet met Westhoekacademie.
- De Keunekapel: een idyllisch wit geschilderd kapelletje in de stijl van een vissershuisje op een duin gelegen, met een beeldentuin errond.
- Hotel Excelsior: Art-décohotel (te zien in telenovella David).
- Het standbeeld van Idesbaldus van Eric Dupont (Koninklijke Baan).

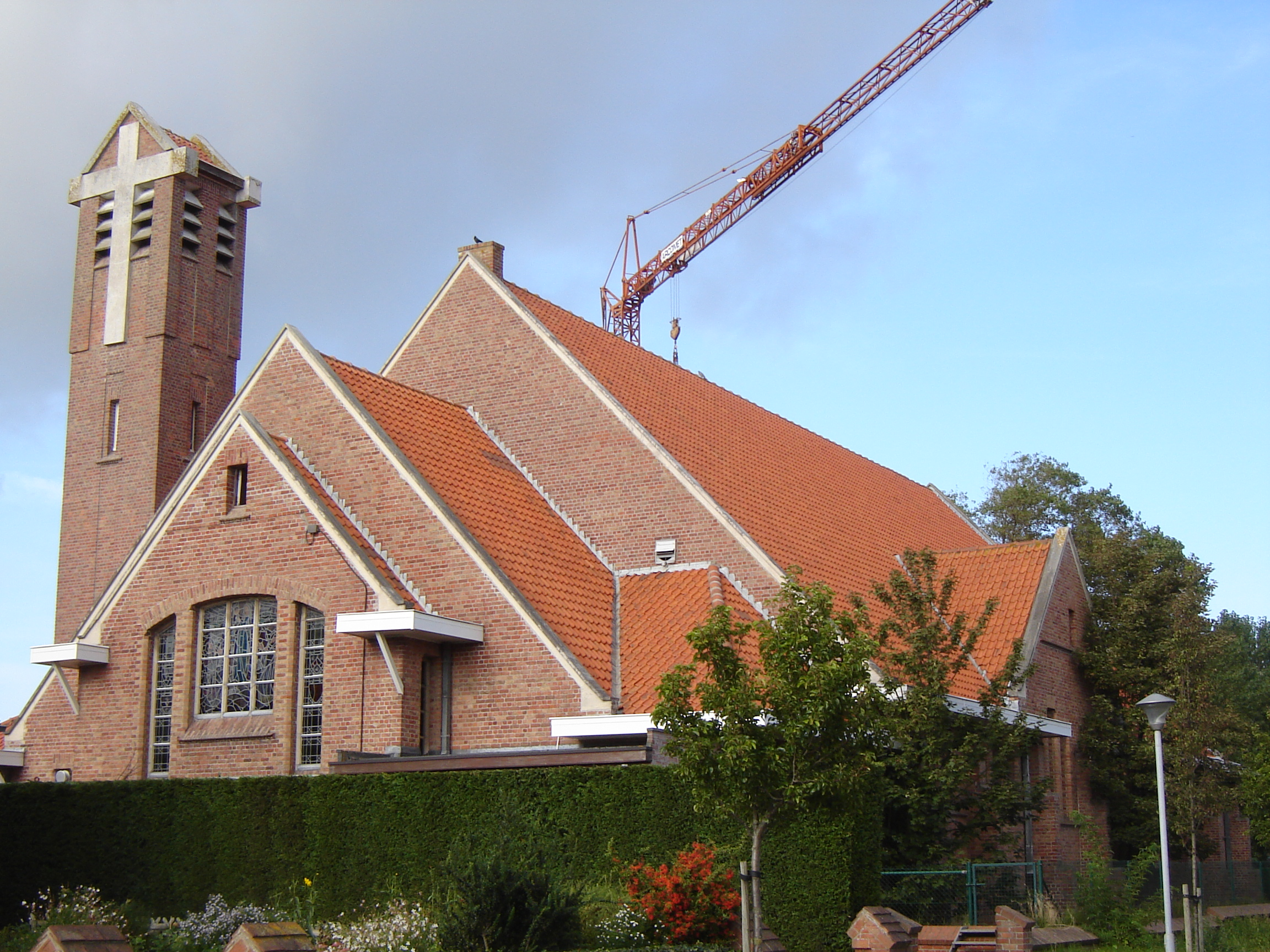
Sint-Idesbalduskerk, thans witgeschilderd

- Hier werd in 1935 de Sint-Idesbalduskerk, een kloosterkerk gebouwd naar plannen van architect Albert Lust. De stijl ervan doet denken aan de moderne villastijl die toen opgang maakte. De toren ervan lijkt geïnspireerd te zijn op die van het Jachthuis Sint-Hubertus van H. P. Berlage. In 1967 werd de kerk een parochiekerk. Het klooster ernaast werd in 2008 gesloopt. De Kerk werd in 2009 wit geschilderd.
- de villa "Mieke Hill", op de hoogste duin van Sint Idesbald.
- Het beeld "de Lente" van George Grard nabij de Kerkepannezaal en het beeld de Fluitspeelster op het George Grardplein.
- Bedevaarderskapelletje "Baaldjes Kruis" ondersteund door het Genootschap van de Zalige Idesbald.
- Het atelier van George Grard met gevelschildering van Paul Delvaux, te zien vanop de weg.
- Het George Grard Museum, dat verhuist van Alveringem naar de abdijhoeve ten Bogaerde in Sint Idesbald.
- De woningen van Willem Elsschot, Villa Kerkepanne en de woning van Karel van de Woestijne, het Annekesnest. Ook de woning van Julien Dillens (Hommage à T'serclaes), leerling van Rodin, is van op de weg te zien.

## Siska du Zoute
Reeds in 1880 baatte de legendarische Moeder Siska (Francisca Fincent; 10 mei 1842-1918) in Knokke een herberg uit, waar ze haar bekende hartvormige wafels serveerde, op houtvuur gebakken. Nadien zouden er nog drie vestigingen de deuren openen in Knokke. In 1924 opende Germaine De Fonseca (kleindochter van) de eerste en meteen ook de laatste Siska-vestiging buiten Knokke: "Siska du Zoute", in Sint-Idesbald. Tot op vandaag wordt er gewerkt met het originele recept uit 1882 en bestaan er nog maar twee Siska's: Marie Siska in Het Zoute en de Siska in Sint-Idesbald.

## Natuur en landschap
Sint-Idesbald ligt aan de Noordzeekust en is een badplaats met breed strand. In het westen vindt men het natuurgebied Houtsaegerduinen en het Kerkepannebos,  in het zuidwesten ligt het natuurgebied Noordduinen. De plaats is in het westen vastgebouwd aan Koksijde-Bad. Beide plaatsen zijn naast de Kusttram ook bereikbaar met buslijn 69.

## Nabijgelegen kernen
Koksijde-Bad, De Panne
Deelgemeenten: Koksijde · Oostduinkerke · Wulpen

Overige plaatsen: Groenendijk · Koksijde-Bad · Oostduinkerke-Bad · Sint-André · Sint-Idesbald

Belgische gemeenten · Arrondissement Veurne · West-Vlaanderen · Vlaanderen